# انتحاء نسيجي
الانتحاء النسيجي (بالإنجليزية: Tissue tropism)‏، هي الطريقة التي تُعين بها الأنسجة والخلايا المُضيفة نمو فيروس أو بكتيريا معيّنة. فعلى سبيل المثال؛ ينمو فيروس داء الكلب في الخلايا العصبية ويتضاعف فيروس الكبد الوبائي في خلايا الكبد.
من العوامل المُساعدة على نمو الفيروسات في هذه الخلايا، وجود المستقبلات الخلوية التي تسمح بدخول الفيروسات، أو توافر عوامل النسخ التي تشارك في تكاثر الفيروس. أو الطبيعة الجزيئية للفيروس.